# Im hohen Gras
Im hohen Gras (Originaltitel: In the Tall Grass) ist ein Horror-Thriller von Vincenzo Natali, der im September 2019 beim Fantastic Fest in Austin seine Weltpremiere feierte und am 4. Oktober 2019 in das Programm von Netflix aufgenommen wurde. Der Film basiert auf dem gleichnamigen Roman von Stephen King und Joe Hill.

## Handlung
Die Geschwister Becky und Cal DeMuth sind auf dem Weg nach San Diego, um der schwangeren Becky einen Neuanfang zu ermöglichen. Auf ihrem Weg nach Kalifornien fahren sie eine Landstraße in Kansas entlang. Sie halten an einer unheimlichen verlassenen Kirche an, weil Becky die Morgenübelkeit überkommt, und hören aus dem hohen Gras, das die Gegend umgibt, einen kleinen Jungen nach Hilfe rufen.
Als sie sich beide in das Gras hineinbegeben, verlieren sie sich schnell. Scheinbar gibt es keinen Weg, der aus diesem weiten Gras wieder hinausführt. Zeit und Raum scheinen sich dort auf eine Weise zu verhalten, die der Logik widerspricht. Stimmen kommen aus allen Richtungen, und der Ort, an dem sie sich gerade noch befinden, ist in der nächsten Sekunde ein anderer.
Tobin Humboldt, der kleine Junge, der um Hilfe rief, ist nicht die einzige Person, die sich in diesem Gras verirrt hat. Da ist auch Tobins Vater Ross, von dem Becky und Cal zunächst glauben, er könne ihnen helfen, doch nach und nach verwandelt er sich in eine finstere Gestalt. Sie alle scheinen von einem schwarzen Monolithen angezogen und beeinflusst zu werden, der sich inmitten des Grasfeldes befindet. Als alle sich am Monolithen treffen tötet Ross Natalie.
Tobin, Becky und Cal und flüchten mit Beckys Ex-Freund, der ebenfalls in dem Feld aufgetaucht ist, in ein verlassenes Bowling Center. Weil Travis und Becky sich scheinbar wieder verstehen, lässt Cal Travis vom Dach des Bowling Centers fallen. Ross taucht auf und tötet Cal. Als er versucht, Becky zu überwältigen, sticht sie ihm eine Schere ins Auge und flüchtet, währenddessen bekommt sie verstörende Visionen. Als sie aufwacht hat Ross ihr Kind entbunden und füttert sie mit seinem Fleisch. Tobin und Travis tauchen auf und Travis tötet Ross schließlich, nachdem Becky ihm auch das zweite Auge aussticht.
Travis berührt den Monolithen und führt Tobin aus dem Feld, er drückt ihm Beckys Kette ihn die Hand und sagt ihm, er soll sie davon abhalten, ins Feld zu gehen. Tobin findet sich in der Kirche wieder, als er sie verlässt sieht er, wie Cal und Becky, wie zu Beginn des Films, das Feld betreten wollen. Es gelingt ihm sie zu überzeugen, mit dem Auto zu flüchten, indem er Beckys Kette zeigt.

## Produktion
Der Film basiert auf dem Horrorroman In the Tall Grass von Stephen King und seinem Sohn Joe Hill. Dieser wurde im Juni/Juli und August 2012 in zwei Teilen im Männermagazin Esquire veröffentlicht. Der Roman wurde in einer deutschen Übersetzung von Hannes Riffel unter dem Titel Im hohen Gras veröffentlicht. Darin machen die unzertrennlichen Geschwister Becky und Cal einen Landausflug nach Kansas. In dem mannshohen Gras in der Prärie hat sich ein kleiner Junge verlaufen, der um Hilfe ruft. Ihre Rettungsaktion entwickelt sich mehr und mehr zu einem Horrortrip.
Regie führte Vincenzo Natali, der auch den Roman für den Film adaptierte.
Laysla De Oliveira und Avery Whitted übernahmen die Rollen der Geschwister Becky und Cal DeMuth. Patrick Wilson spielt Ross Humboldt, Harrison Gilbertson spielt Travis McKean, den Vater von Beckys ungeborenem Kind.
Der Film feierte seine Weltpremiere am 20. September 2019 beim Fantastic Fest in Austin. Am 3. Oktober 2019 hat er das Sitges Film Festival eröffnet; am darauffolgenden Tag hat Netflix ihn veröffentlicht.

## Rezeption
Chris Evangelista von SlashFilm schreibt, der Film sei oft visuell atemberaubend, so wenn sich die Farben in der Landschaft, Aufnahme für Aufnahme von einem satten Grün in blutrot verwandeln. Wenn die Dinge immer schlimmer werden, finde Vincenzo Natali auch Schönheit in der Brutalität. Dennoch könne sich Im hohen Gras niemals voll und ganz dem Grauen verschreiben, das in ihm lauert, und wenn Natali möchte, dass der Film dunkler wird, gemeiner und böser, komme der Horror doch zu kurz. Zwar lauere in diesem Film irgendwo unter den Grashalmen ein Horror-Meisterwerk, aber es gehe in all dem Grün verloren. Der Film sei zwar beunruhigend, hätte aber viel schrecklicher sein können. Evangelista empfiehlt daher, den Film und die ihm zugrunde liegende Romanvorlage getrennt voneinander zu betrachten.

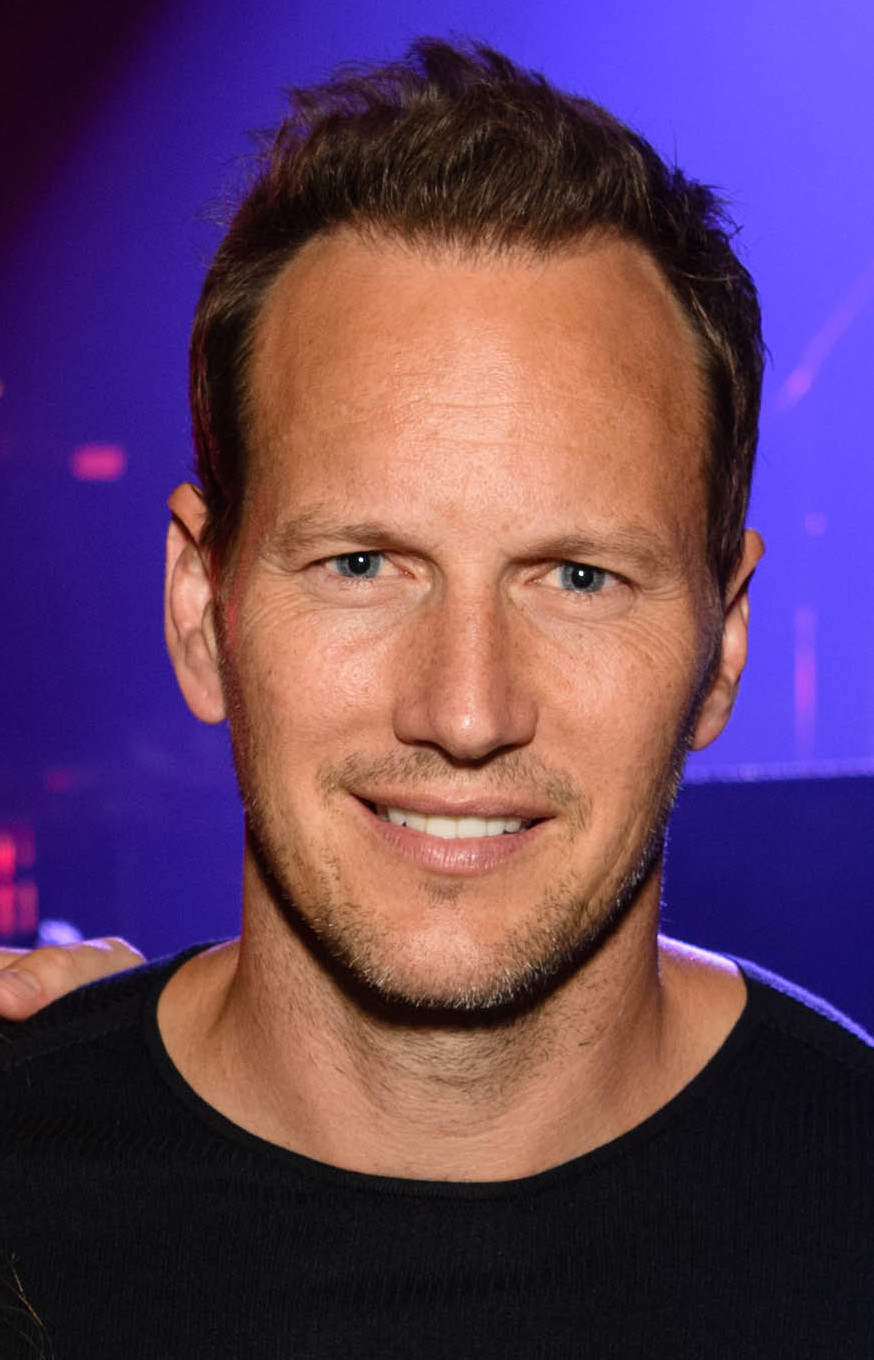
Patrick Wilson spielt im Film Ross Humboldt

Meagan Navarro von bloody-disgusting.com vermutet, Kenner der Romanvorlage könnten enttäuscht sein, dass die grauenvollen und tabubrechenden Momente des Werkes herausgenommen wurden, was aber nicht bedeute, dass die Adaption ohne Blut und Brutalität auskomme, diese seien jedoch weniger explizit. Was bei King eine einfache Erzählung war, sei hier eine seltsame Reise ins Surreale. Die Romanvorlage diene nur als Grundgerüst für den Film. So werde Beckys Beziehung zu Travis, dem Vater ihres ungeborenen Kindes, weiter ausgebaut. Wie eine Reihe anderer Filmkritiker hebt auch Navarro die Leistung des Schauspielers Patrick Wilson hervor, der in der Rolle von Ross Humboldt seinen typischen Charme mitbringe, die Figur aber auch vielschichtig darstelle. Er spielte Ross ein bisschen wie Jekyll und Hyde, der einen in einem Moment zum Lachen bringt und im nächsten in Deckung gehen lässt.
Josh Millicanon von Dread Central schreibt, man solle sich die Prämisse des Films als eine Art Bermudadreieck vorstellen, das zwar nicht mitten im Meer liegt, aber genauso mysteriös ist: „Was wäre, wenn es eine metaphysische Todeszone gäbe, in die man einfach, unschuldig und versehentlich hineinstolpern könnte?“ Am ehesten fühle sich Im hohen Gras wie ein Blutsverwandter von The Mist an, so Millicanon, da es einige psychedelische Momente gebe, die Hinweise auf eine schreckliche Bedrohung aus dem Weltall vermitteln. Natali habe eine Welt erschaffen, die schön und beruhigend ist, bevor sie zu einem metaphysischen Albtraum wird, wenn sie aus dem hohen Gras, von dem jeden Autofahrer sicher gerne ein paar Fotos machen würde, das finstere Unkraut seine Beute umschließen lässt.